# 勒兹格伦德球场
勒兹格伦德球场（德語：Letzigrund，德語：[ˈlɛtsiɡrʊnd] ⓘ）是位于瑞士苏黎世的體育場，蘇黎世足球俱樂部、蘇黎世草蜢足球俱樂部和田径俱乐部苏黎世LC的主场。原本的球场由苏黎世FC在1925年建造，2007年新体育场落成不久，苏黎世草蜢将球场作为主场。
一年一度的田径赛事钻石联赛苏黎世站自1928年起在此举行。1960年6月21日，阿明·哈里在本球场成为第一位在100米賽跑项目中跑进10秒的女性。另外，球场还承办了2008年欧洲足球锦标赛、2014年欧洲田径锦标赛和2025年歐洲女子足球錦標賽。